# میرکو گاسپارتو
میرکو گاسپارتو (انگلیسی: Mirco Gasparetto؛ زادهٔ ۲ فوریهٔ ۱۹۸۰) بازیکن فوتبال اهل ایتالیا است.
از باشگاه‌هایی که در آن بازی کرده‌است می‌توان به باشگاه فوتبال کیه‌وو ورونا، باشگاه فوتبال کرمونزه، باشگاه فوتبال پادوا، باشگاه فوتبال آ. ث. لومتزانه، باشگاه فوتبال پیزا، باشگاه فوتبال امپولی، باشگاه فوتبال جنوآ، باشگاه فوتبال آ.ث. میلان، و باشگاه فوتبال وارزه اشاره کرد.
وی همچنین در تیم ملی فوتبال زیر ۱۸ سال ایتالیا بازی کرده‌است.